# Edaphosaurus
Edaphosaurus is een geslacht van uitgestorven plantenetende amnioten, dat behoorde tot de Synapsida en leefde van het Laat-Carboon tot Vroeg-Perm (320 - 258 miljoen jaar geleden).

## Vondst en naamgeving
In 1878 benoemde Edward Drinker Cope een Dimetrodon cruciger, gebaseerd op een stuk wervelkolom. De soortaanduiding 'de kruisdrager', verwijst naar de dwarsbalken op de doornuitsteeksels. Pas later werd duidelijk dat het hier om een vondst ging die verwant is aan Edaphosaurus en daarom gezien kan worden als Edaphosaurus cruciger. Het tegenwoordige lectotype van deze soort is specimen AMNH 4060.
In 1882 benoemde Cope op basis van een schedel, holotype AMNH 4009 gevonden bij de Coffee Creek in Texas, de typesoort Edaphosaurus pogonias. De geslachtsnaam is afgeleid van het Oudgrieks edaphos, 'plaveisel', en verwijst naar de maalplaten achter in de muil. De soortaanduiding betekent 'de bebaarde' en verwijst naar de baardachtige verbreding naar onderen toe van de onderkaken. Cope legde nog geen verband met D. cruciger.
In 1884 benoemde Cope een Edaphosaurus microdus, 'de kleintand', gebaseerd op specimen AMNH 4014, een verhemelte en wat wervels. In 1886 echter voegde hij deze soort en D. cruciger samen in een geslacht Naosaurus, waarvan Naosaurus claviger, de 'knuppeldrager', de typesoort was. Die laatste wordt tegenwoordig gezien als een jonger synoniem van E. pogonias en Naosaurus is daarmee een jonger synoniem van Edaphosaurus. Dit alles leidde tot veel verwarring vooral omdat Cope koppen van Sphenacodontidae met skeletten van Edaphosaurus samenvoegde.
Pas in 1907 begreep Ermine Cowles Case dat de kop van Edaphosaurus bij de skeletten hoorde en voegde beide geslachten samen. In 1913 benoemde hij een Edaphosaurus novomexicanus, gebaseerd op een skelet met schedel uit New Mexico, specimen FMNH UC 674.
In 1940 benoemden Alfred Sherwood Romer en Llewellyn Ivor Price Edaphosaurus boanerges, de 'luide redenaar' of 'praatjesmaker' als ironisch commentaar op het feit dat het specimen eerst met een veel te grote schedel was uitgerust. De laatste mogelijk geldige soort werd in 1979 benoemd door David Berman: Edaphosaurus colohistion, 'met het niet-uitgegroeide zeil', gebaseerd op een mogelijk vroege basale vorm met een kort rugzeil, specimen CM 23513 in 1969 door Richard Lund gevonden in West Virginia.

## Kenmerken
Edaphosaurus had lange rugstekels waartussen zich een huidmembraan bevond. De stekels zijn de doornuitsteeksels van de wervels en konden tot tweeënzeventig centimeter lang worden. Het zeil dat op deze manier werd gevormd speelde wellicht een rol bij de temperatuurregulatie. Edaphosaurus liep op vier poten, was tot driehonderdtwintig centimeter lang en woog rond de driehonderd kilogram. Er zijn ook exemplaren gevonden van een halve meter. Dit reptiel had een kleine kop en platte maaltanden achter in de muil, geschikt voor het eten van taaie planten. De nek is kort, de staart hoog en de romp tonvormig.
E. boanerges, E. crucifer en E. poganias komen na elkaar in hetzelfde gebied voor, langzaam in grootte toenemend. Ze zijn wel gezien als een chronospecies.

## Verspreiding
Edaphosaurus leefde in de moerasbossen (zogenoemde steenkoolwouden) van Europa en Noord-Amerika. Dit dier was in de verte verwant aan Dimetrodon.

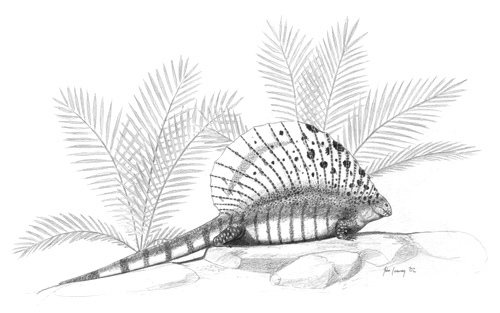
Edaphosaurus door John Conway